# HMS Anders Bure
HMS Anders Bure var ett svenskt sjömätningsfartyg ursprungligen byggd som lustjakt 1968 med namnet Rali. Beställaren kunde dock inte fullfölja köpet, så fartyget blev liggande vid varvet till 1970 då hon såldes till Sjöfartsverket. Efter att ha förlängts med tre meter och försetts med ny styrhytt och nya maskiner togs hon i tjänst som sjömätningsfartyg 1971 med namnet HMS Anders Bure efter sjömilitären och kartografen Anders Bure, som levde mellan 1571 och 1643.
År 1987 utrangeras hon och såldes till ett privat företag i Stockholm och rustades återigen som lustjakt.